# Nanami Sakuraba
Nanami Sakuraba (桜庭ななみ Sakuraba Nanami?) (nascută 17 octombrie 1992 în Izumi, Kagoshima) este un gravure idol și o actriță japoneză care a câștigat "Miss Magazine 2008".

## Filmografie

### Seriale TV
- Akai Ito (2008) ca Sara Nakagawa
- Tokyo Girls (2008)
- Nadeshiko Tai (2008) ca Reiko Torihama
- Ghost Town no Hana (2009) ca Shiori Yanagawa
- Twin Spica (2009) ca Asumi Kamogawa
- Koishite Akuma: Vampire Boy (2009) ca Kaori Takagi
- Boku to Star no 99 Nichi (2011)  ca Namiki Momo
- Last Hope (2013) ca Maki Tokita
- The Limit (2013) ca Mizuki Konno
- Miss Pilot (2013) ca Suzu Abeno
- Hatashiai (2015) ca Miya

### Filme
- Classmates, Gymnasium Baby (2008) ca Yuki Hayakawa
- Heaven's bus (2008)
- Akai Ito (2008) ca Sara Nakagawa
- Summer Wars (2009) ca Natsuki Shinohara
- Shodo Girls (2010)
- The Last Ronin (2010) ca Kane
- Sabi Girls Sabi Boys (2011)
- Tengoku Kara no Yell (2011)
- Runway Beat (2011) ca Mei Tsukamoto
- .hack//The Movie (2012) ca Yūki Sora[3]
- Nazotoki wa Dinner no Ato De//The Movie (2013)
- Jinro Game (2013) ca Airi Nishina
- Attack On Titan (2015) ca Sasha
- Attack On Titan : End of the World (2015) ca Sasha